# 알렉산더 카트라이트
알렉산더 조이 카트라이트, 주니어(영어: Alexander Joy Cartwright, Jr., 1820년 4월 17일 ~ 1892년 7월 12일)는 현대 야구의 창시자로, 또한 21세기에 때때로 "야구의 아버지"로 불리는 몇 사람들 중 한 명이다. 야구의 발명은 애이브러햄 G. 밀스 등에 의해 애브너 더블데이의 것으로 보이기도 했으나, 1953년 6월 3일, 미국 의회에서 공식적으로 그가 현대 야구의 창시자인 것이 공표되었다

## 야구
카트라이트는 맨해튼에서 서적상이자 소방 봉사자였다. 그는 1842년에 뉴욕 니커보커스의 설립을 주도했다. 그들은 타운볼이라 불리는 방망이와 공을 이용하는 경기의 종류를 즐겼다. 1845년에 카트라이트와 그의 클럽의 위원회는 성인들이 즐기기에 더 정교하고 재밌는 스포츠로 전환하는 규칙을 정렬했다. 그와 다른 소방관들은 47번가 또는 27번가에 있는 필드에서 경기를 치렀다. 현대 경기의 규칙은 그들의 규칙에 기초해 있으며, 카트라이트는 필드를 다이아몬드 모양으로 그린 첫 사람으로 여겨진다.
니커보커스는 1846년에 이 규칙 아래에서 첫 공식적인 경기를 치렀는데, '뉴욕 나인'에게 21-1로 패했다. 이후에, 그들은 그들 사이 또는 다른 팀과의 경기에서 규칙을 사용해왔다.

## 같이 보기
- 야구의 역사
- 하와이의 역사
- 뉴욕 니커보커스